# Île Dorval
Pour les articles homonymes, voir Dorval (homonymie).
Ne doit pas être confondu avec L'Île-Dorval.
L'île Dorval est une île du lac Saint-Louis, un élargissement du fleuve Saint-Laurent. Elle est située dans l'archipel d'Hochelaga, au sud de Montréal au Québec (Canada). Elle est administrativement rattachée à la municipalité de L'Île-Dorval.

## Histoire

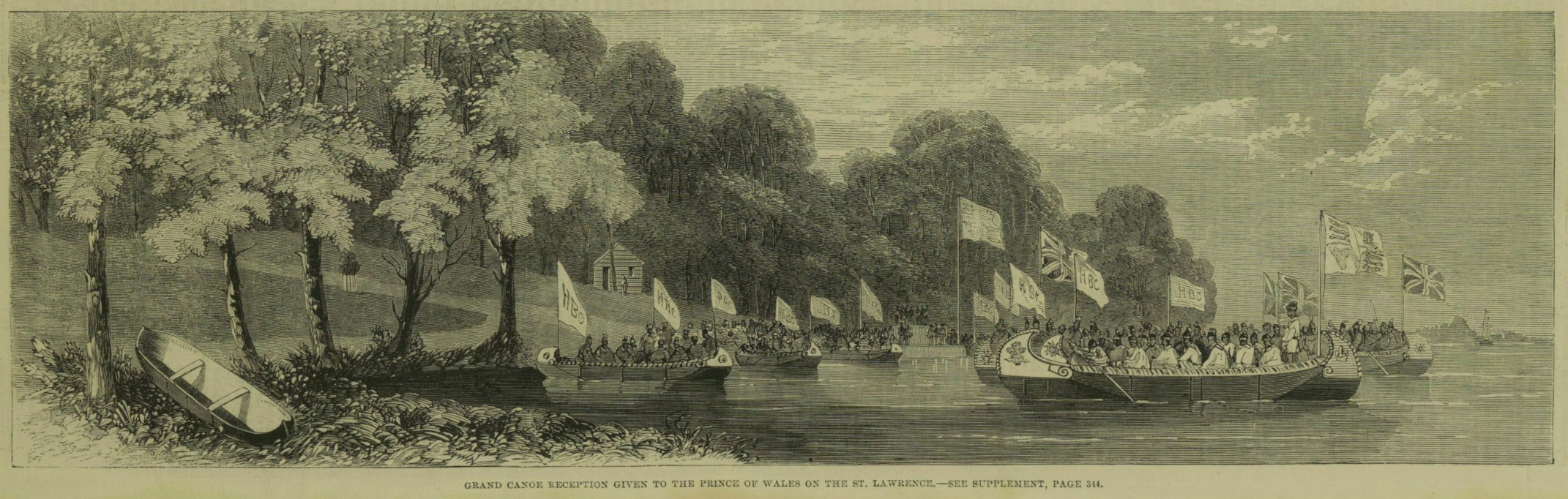
Réception du prince de Galles sur l'île en 1860.